# Fibla maclachlani
Fibla maclachlani là một loài côn trùng trong họ Inocelliidae thuộc bộ Raphidioptera. Loài này được Albarda miêu tả năm 1891.